# Promethei Chasma
 (avril 2023).
Si vous disposez d'ouvrages ou d'articles de référence ou si vous connaissez des sites web de qualité traitant du thème abordé ici, merci de compléter l'article en donnant les références utiles à sa vérifiabilité et en les liant à la section « Notes et références ».
 (avril 2023).

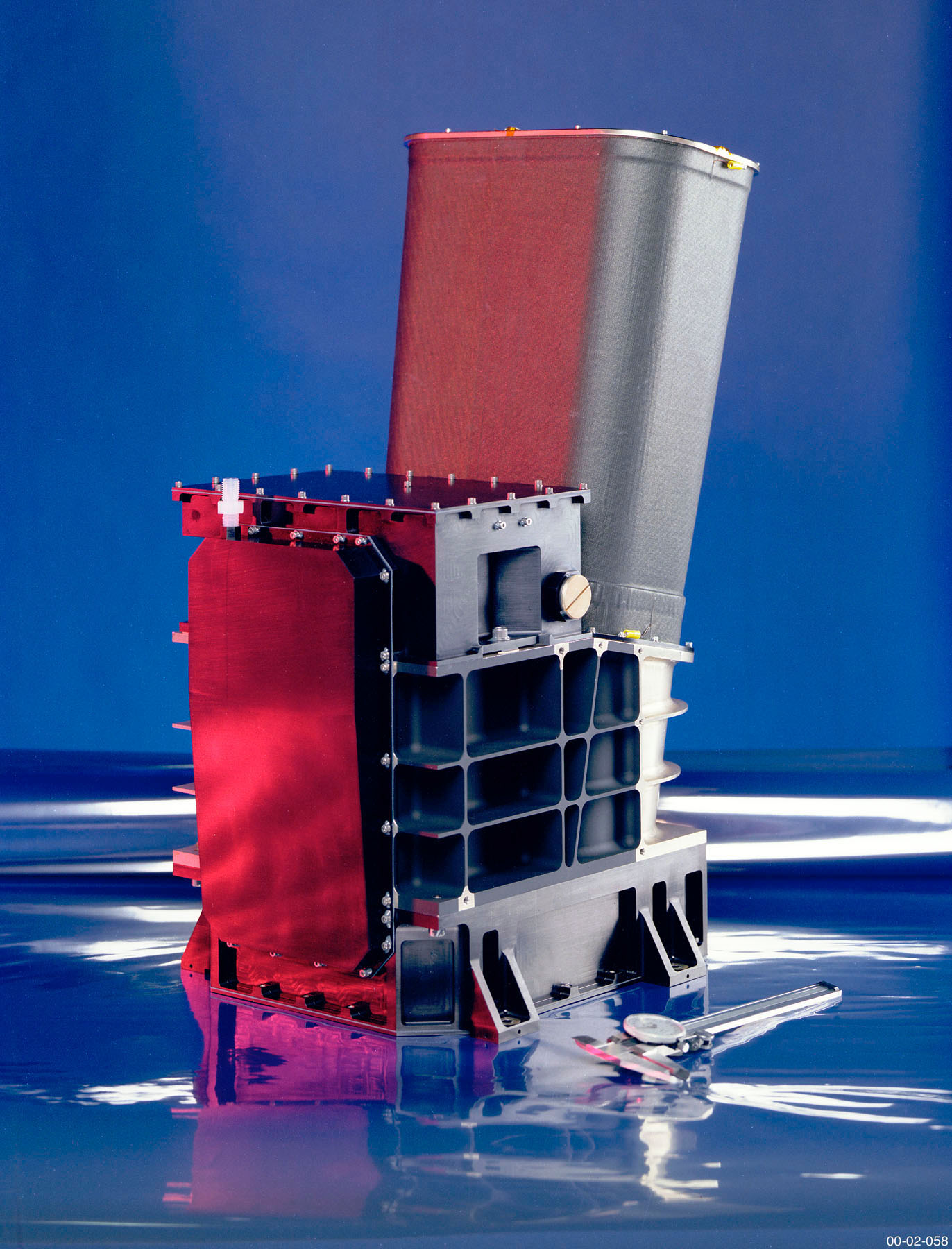
Caméra THEMIS

Promethei Chasma est un chasma situé dans le quadrangle austral sur la planète Mars à 82.4° S, 142.5° E.
Il a été photographié en 2020 par l'instrument Thermal Emission Imaging System (THEMIS) par la sonde spatiale 2001 Mars Odyssey.

## Description
Ce chasma mesure 300 km de diamètre.